# Conrad August Ackermann

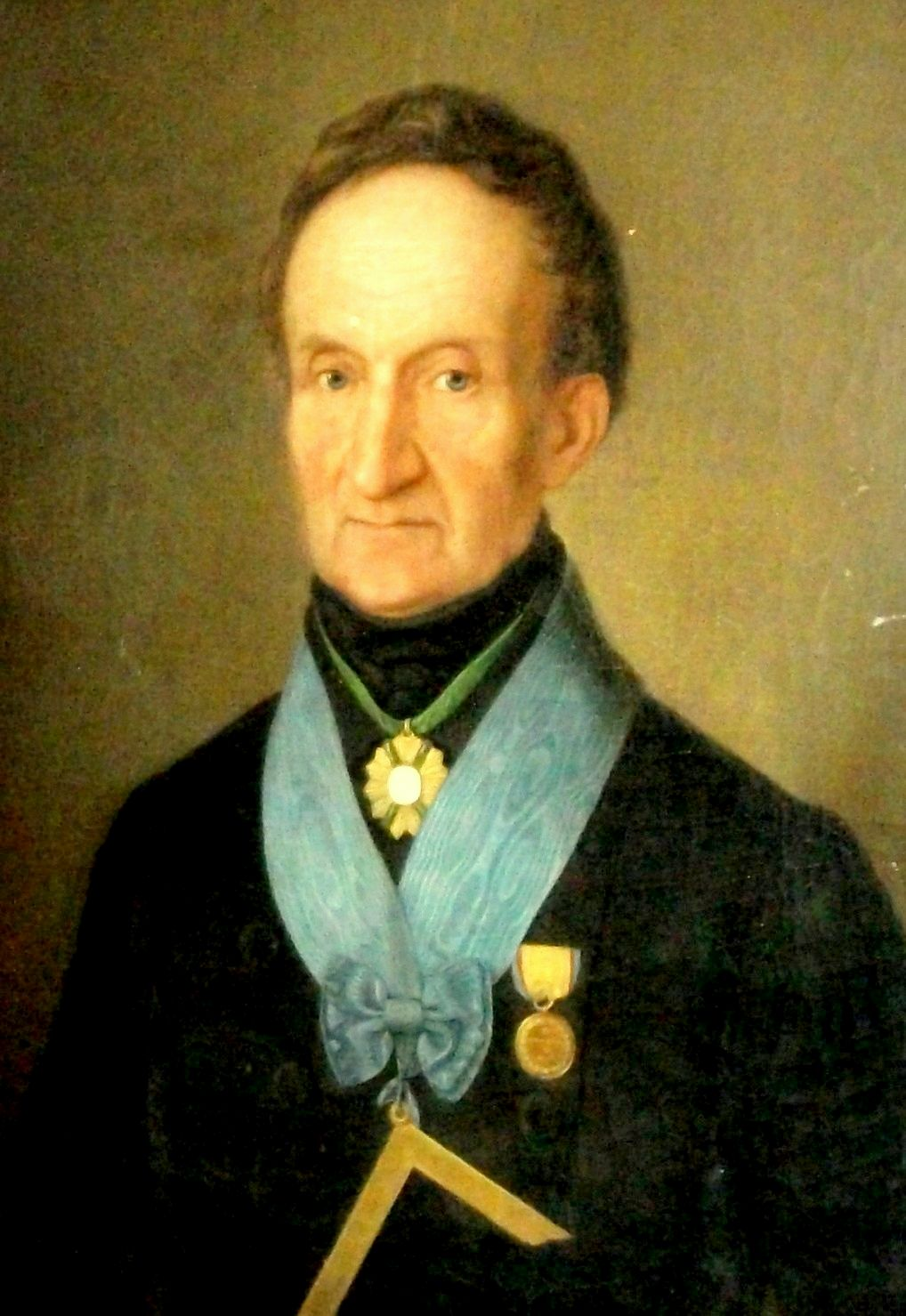
Conrad August Ackermann, in freimaurerischer Bekleidung eines Meisters vom Stuhl

Conrad August Ackermann (* 5. Oktober 1791 in Kröpelin; † 2. Juli 1861 in Bützow) war ein deutscher Jurist, Schriftsteller und Freimaurer.

## Leben
Conrad August Ackermann war Sohn des Postmeisters Peter (Christoph) Ackermann (* 1754) in Kröpelin. Ab 1809 studierte er Rechtswissenschaften an der Universität Rostock. Nach seinem Examen praktizierte er als Advokat in Wismar. 1819 war er Herausgeber der kurzlebigen Zeitschrift Wismarsche Blätter oder Mannichfaltigkeiten aus dem Gebiete der Wahrheit und der Pantasie. 1827 wurde er Bürgermeister in Kröpelin. Von 1833 bis 1854 war er Kriminalrat am großherzoglichen Criminal-Collegium in Bützow. 1838 begründete er das Polizeiblatt Der Wächter. Zeitschrift für Polizeiwissenschaft und Polizeipraxis, das bis 1939 erschien. 1853 brachte er den zweiten Rostocker Hochverratsprozess gegen mecklenburgische Demokraten, darunter Moritz Wiggers und Julius Wiggers, zur Anklage. Im selben Jahr schied er aus Gesundheitsgründen aus dem Amt.
Ackermann war seit 1814 Freimaurer. Er leitete von 12. Mai 1834 bis zum 2. Juli 1861 als Meister vom Stuhl die Loge Urania zur Eintracht in Bützow und war Ehrenmitglied der Logen Zur Vaterlandsliebe in Wismar und Zu den drei Sternen in Rostock. 1859 wurde er mit dem Ehrenzeichen für verdiente Logenmeister ausgezeichnet. Seit 1834 war er Mitglied des Vereins für mecklenburgische Geschichte und Altertumskunde.
Seit 1819 war er verheiratet mit Caroline Henriette, geb. Völschow, die jedoch schon 1823 starb. In zweiter Ehe heiratete er 1824 Charlotte Ernestine, geb. Eyller (1800–1841), Kaufmannstochter aus Lübeck. Von den Söhnen des Paares wurde Theodor Ackermann (1825–1896) ein bekannter Pathologe, Carl August Ackermann (1829–1913) Geheimer Polizeirat und ab 1851 Nachfolger seines Vaters als Herausgeber des Polizeiblattes Der Wächter und (Friedrich) Adolf Ackermann (1837–1903) Buchhändler und Verleger.

## Werke
- Der Sturm von Stralsund oder die Geächteten. Historisches Volksdrama in 5 Akten. Hamburg: Brüggemann 1826
- Ausflug nach der Insel Pöl: Im Spät-Sommer 1826. Wismar: Schmidt 1827
- Einige Worte über das deutsche Notariatswesen und dessen Reform. Wismar: Schmidt & von Cossel 1827
- Der Advokatenstand in Mecklenburg: Eine Skizze. Wismar: Schmidt & von Kossel [in Comm.] 1827

Digitalisat, Staatsbibliothek Berlin
- Gesammelte Beiträge zur Kenntniß des Vaterlandes: verschiedenen Inhalts. Wismar: Schmidt & von Cossel 1833